# Victor Parlicov
Victor Parlicov (ur. ok. 1977) – mołdawski menedżer i urzędnik państwowy, od 2023 minister energii.

## Życiorys
W 2000 ukończył studia o specjalności międzynarodowe stosunki gospodarcze na Akademii Studiów Ekonomicznych w Kiszyniowie, kształcił się także w Colegiul Invizibil din Moldova (1998–2000). Początkowo był zatrudniony w agencji zajmującej się wspieraniem i restrukturyzacją przedsiębiorstw. Od 2005 do 2009 pracował jako menedżer i specjalista marketingu m.in. przy projektach Banku Światowego. W latach 2010–2014 dyrektor generalny ANRE, państwowej agencji reglamentacji energii, później zajmował się doradztwem w branży energetycznej jako właściciel przedsiębiorstwa. Wchodził także w skład zarządu fundacji.
W lutym 2023 objął reaktywowane stanowisko ministra energii w rządzie Dorina Receana (jako bezpartyjny).